# Jered Weaver
Jered David Weaver (ur. 4 października 1982) – amerykański baseballista, który występował na pozycji miotacza.

## Przebieg kariery
Weaver studiował na Long Beach State University, gdzie w latach 2002–2004 grał w drużynie uniwersyteckiej Long Beach State 49ers. W 2004 roku został wybrany w pierwszej rundzie draftu z numerem dwunastym przez Anaheim Angels i początkowo występował w klubach farmerskich tego zespołu, między innymi w Salt Lake Bees, reprezentującym poziom Triple-A. W Major League Baseball zadebiutował 27 maja 2006 w meczu przeciwko Baltimore Orioles, w którym zaliczył pierwsze w karierze zwycięstwo.
W sezonie 2010 po raz pierwszy wystąpił w Meczu Gwiazd i zwyciężył w American League w klasyfikacji strikeouts (233). W 2011 przy bilansie zwycięstw i porażek 18–8, wskaźniku ERA 2,41 (2. wynik w lidze) i 198 strikeouts (8. wynik w lidze), w głosowaniu do nagrody Cy Young Award dla najlepszego miotacza zajął drugie miejsce za Justinem Verlanderem z Detroit Tigers. W sierpniu 2011 podpisał nowy, pięcioletni kontrakt wart 85 milionów dolarów.
2 maja 2012 w meczu przeciwko Minnesota Twins rozegrał dziesiątego w historii klubu no-hittera, a sezon zakończył z dorobkiem 20 zwycięstw (1. wynik ex aequo z Davidem Price'em z Tampa Bay Rays).
W lutym 2017 podpisał roczny kontrakt z San Diego Padres. W sierpniu 2017 ogłosił zakończenie kariery zawodniczej.

## Nagrody i wyróżnienia
| Nagroda/wyróżnienie | Lata             | Źródło |
| 3× All-Star         | 2010, 2011, 2012 | [ 2 ]  |